# Pirata bryantae
Pirata bryantae este o specie de păianjeni din genul Pirata, familia Lycosidae, descrisă de Kurata, 1944. Conform Catalogue of Life specia Pirata bryantae nu are subspecii cunoscute.